# Чемпіонат націй КОНКАКАФ 1963
1-й розіграш Чемпіонату націй КОНКАКАФ, організованого КОНКАКАФ, відбувся з 23 березня по 7 квітня 1963 року. Турнір був організований Сальвадором в містах Сан-Сальвадор і Санта-Ана. Турнір виграла Коста-Рика, яка перемогла господаря турніру Сальвадор 4:1 у вирішальному матчі фінальної групи.

## Кваліфікація
З 23 лютого по 6 березня 1963 року на Ямайці проходив Кубок SEAGA, футбольний турнір трьох збірних. Два матчі турніру (між командами Гаїті і Нідерландських Антильських островів) були також відбірковим турніром для Чемпіонату націй КОНКАКАФ 1963 року. В обох матчах перемогу здобула збірна НАО.
| 25 лютого 1963 |

| Гаїті | 1–3 | Нідерландські Антильські острови |
| ----- | --- | -------------------------------- |
|       |     |                                  |

| Ямайка |

| 2 березня 1963 |

| Нідерландські Антильські острови | 1–0 | Гаїті |
| -------------------------------- | --- | ----- |
|                                  |     |       |

| Ямайка |

## Формат
У фінальній частині турніру брали участь 9 збірних. Вони були розбиті на дві групи (з п'яти і чотирьох команд), які в одноколовому турнірі визначили чотирьох учасників фінальної путівки (по дві найкращі команди від кожної групи).

## Стадіони
| Сан-Сальвадор            | Санта-Ана                 |
| «Естадіо Хорхе Гонсалес» | «Естадіо Оскар Квітеньйо» |
| Місткість: 35,000        | Місткість: 15,000         |
|                          |                           |

## Перший етап

### Група A
| М | Збірна    | О | І | В | Н | П | ГЗ | ГП | РГ  |
| - | --------- | - | - | - | - | - | -- | -- | --- |
| 1 | Гондурас  | 7 | 4 | 3 | 1 | 0 | 6  | 3  | 3   |
| 2 | Сальвадор | 5 | 4 | 1 | 3 | 0 | 10 | 5  | 5   |
| 3 | Панама    | 4 | 4 | 1 | 2 | 1 | 8  | 4  | 4   |
| 4 | Гватемала | 4 | 4 | 1 | 2 | 1 | 7  | 6  | 1   |
| 5 | Нікарагуа | 0 | 4 | 0 | 0 | 4 | 2  | 15 | -13 |

Результати
| 23 березня 1963 |

| Сальвадор | 1–1 | Панама |
| --------- | --- | ------ |
|           |     |        |

| «Естадіо Хорхе Гонсалес», Сан-Сальвадор |

| 23 березня 1963 |

| Гондурас | 2–1 | Гватемала |
| -------- | --- | --------- |
|          |     |           |

| «Естадіо Хорхе Гонсалес», Сан-Сальвадор |

| 25 березня 1963 |

| Сальвадор | 6–1 | Нікарагуа |
| --------- | --- | --------- |
|           |     |           |

| «Естадіо Хорхе Гонсалес», Сан-Сальвадор |

| 25 березня 1963 |

| Панама | 2–2 | Гватемала |
| ------ | --- | --------- |
|        |     |           |

| «Естадіо Хорхе Гонсалес», Сан-Сальвадор |

| 27 березня 1963 |

| Гватемала | 3–1 | Нікарагуа |
| --------- | --- | --------- |
|           |     |           |

| «Естадіо Хорхе Гонсалес», Сан-Сальвадор |

| 27 березня 1963 |

| Гондурас | 1–0 | Панама |
| -------- | --- | ------ |
|          |     |        |

| «Естадіо Хорхе Гонсалес», Сан-Сальвадор |

| 29 березня 1963 |

| Сальвадор | 1–1 | Гватемала |
| --------- | --- | --------- |
|           |     |           |

| «Естадіо Хорхе Гонсалес», Сан-Сальвадор |

| 29 березня 1963 |

| Гондурас | 1–0 | Нікарагуа |
| -------- | --- | --------- |
|          |     |           |

| «Естадіо Хорхе Гонсалес», Сан-Сальвадор |

| 31 березня 1963 |

| Сальвадор | 2–2 | Гондурас |
| --------- | --- | -------- |
|           |     |          |

| «Естадіо Хорхе Гонсалес», Сан-Сальвадор |

| 31 березня 1963 |

| Панама    | 5–0 | Нікарагуа |
| --------- | --- | --------- |
| Тапіа 79' |     |           |

| «Естадіо Хорхе Гонсалес», Сан-Сальвадор |

### Група B
| М | Збірна                           | О | І | В | Н | П | ГЗ | ГП | РГ  |
| - | -------------------------------- | - | - | - | - | - | -- | -- | --- |
| 1 | Коста-Рика                       | 5 | 3 | 2 | 1 | 0 | 7  | 0  | 7   |
| 2 | Нідерландські Антильські острови | 4 | 3 | 2 | 0 | 1 | 4  | 3  | 1   |
| 3 | Мексика                          | 3 | 3 | 1 | 1 | 1 | 9  | 2  | 7   |
| 4 | Ямайка                           | 0 | 3 | 0 | 0 | 3 | 1  | 16 | -15 |

Результати
| 24 березня 1963 |

| Коста-Рика | 6–0 | Ямайка |
| ---------- | --- | ------ |
|            |     |        |

| «Естадіо Оскар Квітеньйо», Санта-Ана |

| 24 березня 1963 |

| Нідерландські Антильські острови | 2–1 | Мексика |
| -------------------------------- | --- | ------- |
|                                  |     |         |

| «Естадіо Оскар Квітеньйо», Санта-Ана |

| 28 березня 1963 |

| Коста-Рика | 1–0 | Нідерландські Антильські острови |
| ---------- | --- | -------------------------------- |
|            |     |                                  |

| «Естадіо Оскар Квітеньйо», Санта-Ана |

| 28 березня 1963 |

| Мексика | 8–0 | Ямайка |
| ------- | --- | ------ |
|         |     |        |

| «Естадіо Оскар Квітеньйо», Санта-Ана |

| 30 березня 1963 |

| Коста-Рика | 0–0 | Мексика |
| ---------- | --- | ------- |
|            |     |         |

| «Естадіо Оскар Квітеньйо», Санта-Ана |

| 30 березня 1963 |

| Нідерландські Антильські острови | 2–1 | Ямайка |
| -------------------------------- | --- | ------ |
|                                  |     |        |

| «Естадіо Оскар Квітеньйо», Санта-Ана |

## Фінальний етап
| М | Збірна                           | О | І | В | Н | П | ГЗ | ГП | РГ |
| - | -------------------------------- | - | - | - | - | - | -- | -- | -- |
| 1 | Коста-Рика                       | 6 | 3 | 3 | 0 | 0 | 7  | 2  | 5  |
| 2 | Сальвадор                        | 4 | 3 | 2 | 0 | 1 | 7  | 6  | 1  |
| 3 | Нідерландські Антильські острови | 2 | 3 | 1 | 0 | 2 | 6  | 5  | 1  |
| 4 | Гондурас                         | 0 | 3 | 0 | 0 | 3 | 2  | 9  | -7 |

| 3 квітня 1963 |

| Коста-Рика     | 1–0 | Нідерландські Антильські острови |
| -------------- | --- | -------------------------------- |
| Вальтер Пірсон |     |                                  |

| «Естадіо Хорхе Гонсалес», Сан-Сальвадор |

| 3 квітня 1963 |

| Сальвадор | 3–0 | Гондурас |
| --------- | --- | -------- |
|           |     |          |

| «Естадіо Хорхе Гонсалес», Сан-Сальвадор |

| 5 квітня 1963 |

| Коста-Рика                   | 2–1 | Гондурас |
| ---------------------------- | --- | -------- |
| Енріке Кордоба Рубен Хіменес |     | Гуерра   |

| «Естадіо Хорхе Гонсалес», Сан-Сальвадор |

| 5 квітня 1963 |

| Сальвадор | 3–2 | Нідерландські Антильські острови |
| --------- | --- | -------------------------------- |
|           |     |                                  |

| «Естадіо Хорхе Гонсалес», Сан-Сальвадор |

| 7 квітня 1963 |

| Сальвадор | 1–4 | Коста-Рика |
| --------- | --- | ---------- |
|           |     |            |

| «Естадіо Хорхе Гонсалес», Сан-Сальвадор |

| 7 квітня 1963 |

| Нідерландські Антильські острови | 4–1 | Гондурас |
| -------------------------------- | --- | -------- |
|                                  |     |          |

| «Естадіо Хорхе Гонсалес», Сан-Сальвадор |

| Чемпіон націй КОНКАКАФ 1963 |
| --------------------------- |
| Коста-Рика 1-й титул        |

## Найкращі бомбардири
6 голів
- Едуардо «Volkswagen» Ернандес